# Johan van Roijen
Johan van Roijen, (Hoogezand, 4 juli 1899 - Exloo, 20 juni 1985) was een Nederlandse burgemeester. 

## Leven en werk
Van Roijen, lid van de familie Van Roijen en zoon van de burgemeester van Hoogezand Isaac Antoni van Roijen en Anna Margaretha Feith, was van 1927 tot 1938 burgemeester van de voormalige gemeente Gasselte. In 1938 werd hij benoemd tot burgemeester van de voormalige gemeente Odoorn. Van Roijen werd tijdens de Tweede Wereldoorlog in mei 1943 uit zijn functie gezet en ontslagen als burgemeester van Odoorn. Hij dook onder en werd na de bevrijding weer in zijn oude functie benoemd. 
Tijdens zijn burgemeesterschap in Odoorn kwam hij in conflict met de plaatselijke predikant Van Lunzen, in diens rol als voorzitter van de vereniging plaatselijk belang. Van Lunzen verweet de burgemeester misbruik te maken van zijn positie en van willekeur. Hij drong aan op het ontslag van de burgemeester. Van Roijen bleef echter aan als burgemeester totdat hij in 1964 op 65-jarige leeftijd met pensioen ging.
Van Roijen trouwde op 14 juli 1927 te Hoogezand met Hilda Alberdina Smit. Hij overleed in juni 1985 op 85-jarige leeftijd in zijn woonplaats Exloo. Van Royen werd in 1947 benoemd tot ridder in de Orde van Oranje-Nassau.